# Festival El Dret a la Mirada
El Festival El Dret a la Mirada (1996 - 2000) fou un esdeveniment biennal celebrat a Girona, que consistí en un conjunt d'exposicions dedicades a la imatge, en el marc de les Jornades Imatge i Recerca.

## Història
El Festival El Dret a la Mirada sorgí d'una iniciativa de l'Ajuntament de Girona per a promocionar conjuntament diverses exposicions dedicades a la imatge, en el marc de les Jornades Imatge i Recerca, per així dur a les sales d'exposicions allò que les Jornades desenvolupaven a nivell teòric.
L'any 1996, tingué lloc la primera edició del festival. En total hi hagueren vint mostres de fotografia, vídeo, pintura i escultura que es pogueren veure durant el mes de novembre, al mateix temps que les Jornades I&R celebraven la seva quarta edició. Les mostres tingueren lloc en vint sales d'exposició, públiques i privades, com ara el Museu d'Història de la Ciutat, el Museu d'Art, l'Arxiu Històric de Girona, el Col·legi d'Arquitectes i el Teatre Municipal, entre d'altres. A més, hi participaren nombrosos artistes com ara Joan Fontcuberta amb l'exposició Viure les ciutats històriques, a les Sales Municipals d'Exposicions; la fotògrafa Txús Sartorio amb Interpretant trajectòries, a Nostrart; el fotògraf Jordi S. Carrera amb Loca note silentia late, a l'Expocambra; i el fotògraf Pablo García amb Pablito, 30 anys d'imatges, al claustre del Palau de la Diputació de Girona; entre d'altres.
L'any 1998, tingué lloc la segona edició del festival, durant la qual es pogueren visitar trenta exposicions. Les mostres es van anar inaugurant entre el 15 d'octubre i l'1 de desembre, en complementació amb la cinquena edició de les Jornades I&R, que es dugué a terme al novembre. També, es realitzaren diversos tallers i conferències. El fotògraf Josep Maria Oliveras actuà com a comissari de l'edició i aquesta estigué dedicada al fotògraf Xavier Miserachs i Ribalta, degut al seu recent traspàs. Hi participaren cent quinze fotògrafs, d'entre els quals, Jordi S. Carrera, Marcel Dalmau i Joan Fontcuberta. En destacà l'exposició que s'organitzà en homenatge a Emili Massanas i Burcet, gràcies a la qual es pogué veure part de la seva col·lecció.
L'any 2000, tingué lloc la tercera i última edició del festival. En aquesta edició, la revista Bonart actuà com a coordinadora de les diverses exposicions que es realitzaren durant el cicle. Es comptà amb la col·laboració de 13 galeries, i les exposicions es dugueren a terme entre el novembre i desembre, en complementació amb la sisena edició de les Jornades I&R. Com a novetat, en aquesta edició, l'Ajuntament de Girona destinà 200.000 pessetes a l'adquisició d'obra fotogràfica de les galeries participants, que passaren a formar part de l'Arxiu d'Art Municipal.